# Provincia di Cavite
Cavite (Kabite in tagalog) è una provincia filippina ubicata nell'isola di Luzon, sulla costa meridionale della baia di Manila nella regione di Calabarzon, a soli 30 km dalla capitale Manila. Il suo capoluogo è Trece Martires.
Cavite confina con le province di Laguna ad est e Batangas a sud. Ad ovest è bagnata anche dal Mar Cinese Meridionale (chiamato nelle Filippine Mar di Luzon).

## Geografia antropica

### Suddivisioni amministrative
La provincia di Cavite comprende 7 città e 16 municipalità.

#### Città
- Bacoor
- Cavite
- Dasmariñas
- General Trias
- Imus
- Tagaytay
- Trece Martires

#### Municipalità
| - Alfonso - Amadeo - Carmona - General Emilio Aguinaldo - General Mariano Alvarez - Indang - Kawit - Magallanes | - Maragondon - Mendez - Naic - Noveleta - Rosario - Silang - Tanza - Ternate |